# Après-guerre
L'après-guerre est un chrononyme qui désigne la période qui suit immédiatement la Seconde Guerre mondiale, de 1945 jusqu'aux débuts de la guerre froide en 1948. Durant cette période, l'organisation et l'économie des nations touchées par le conflit sont développées et la plupart des dégâts matériels majeurs causés par la guerre sont réparés.

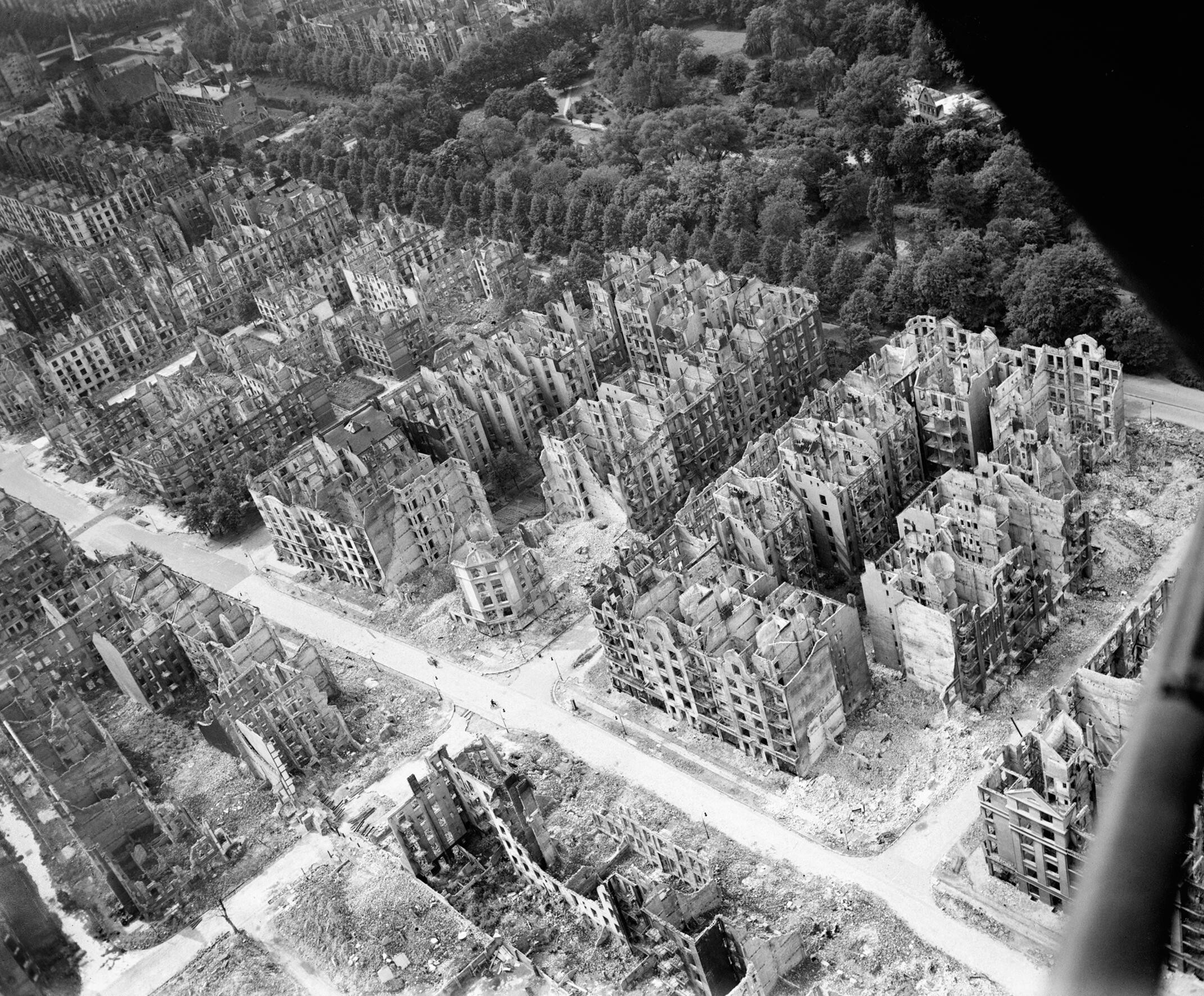
Vue aérienne de Hambourg après l'opération Gomorrhe (1943).

## Bilan immédiat de la Seconde Guerre mondiale

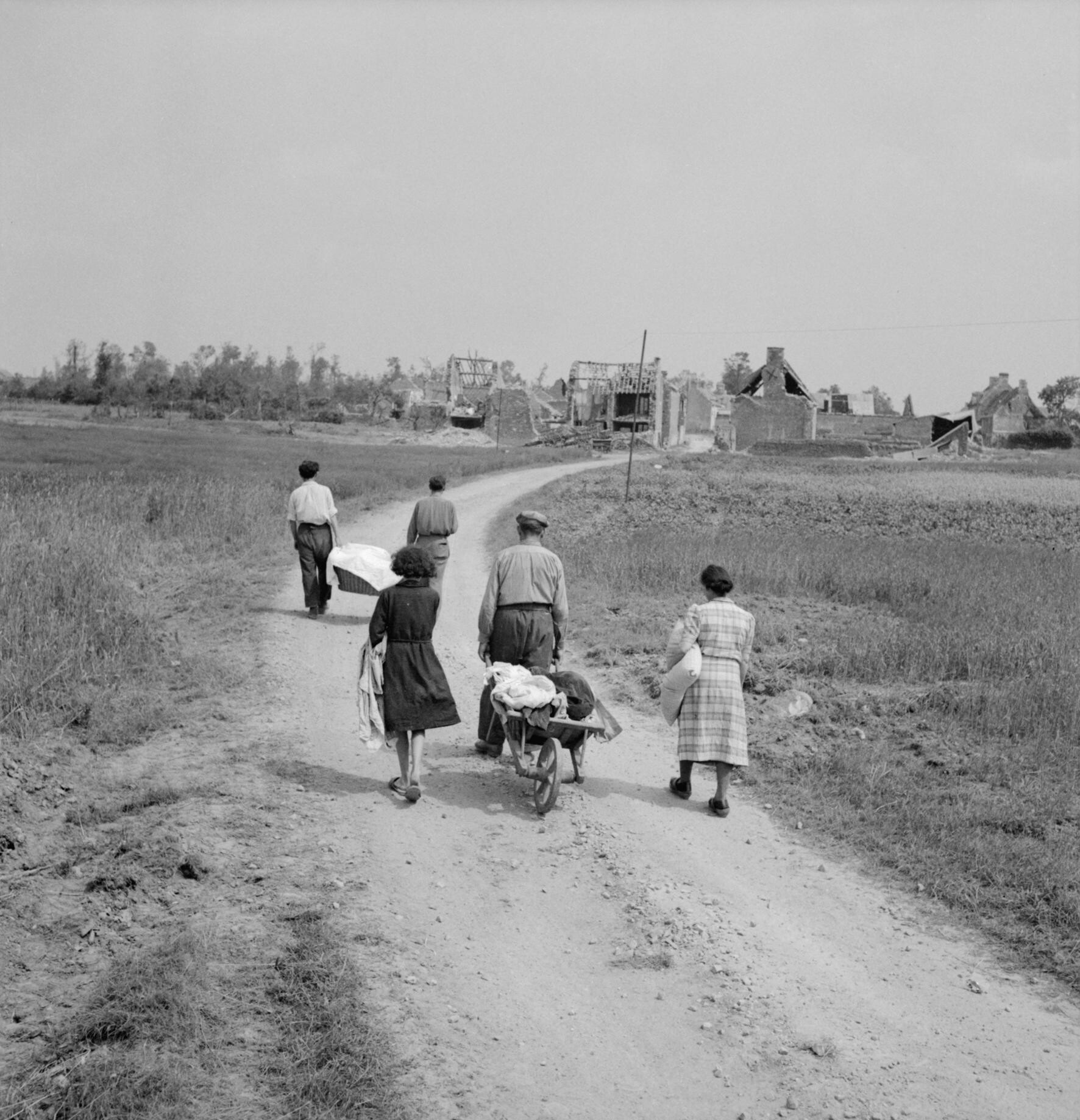
Une famille française retourne à son village, Buron, au nord-ouest de Caen, que les combats de la bataille de Normandie ont laissé totalement en ruines. 18 juillet 1944.
Collection officielle du Bureau de la Guerre.

## Naissance de l'aide au développement
En décembre 1945 est créée la Banque internationale pour la reconstruction et le développement, qui deviendra plus tard la Banque mondiale. On parle alors de développement, la priorité étant d'abord la reconstruction de l'Europe et du Japon.
Le 20 janvier 1949, le président des États-Unis Harry S. Truman prononce son discours d'investiture, dans lequel il présente les grandes lignes d'un programme d'aide aux pays « sous-développés ». Il invite les autres pays industrialisés à se joindre aux États-Unis pour mettre à disposition leur connaissance technique auprès des régions les moins avancées, pour une « meilleure utilisation des ressources humaines et naturelles ».
À partir de la décolonisation, les aides au développement consenties par la Banque mondiale se réorienteront vers les pays en voie de développement.

## Reconstruction et État-providence

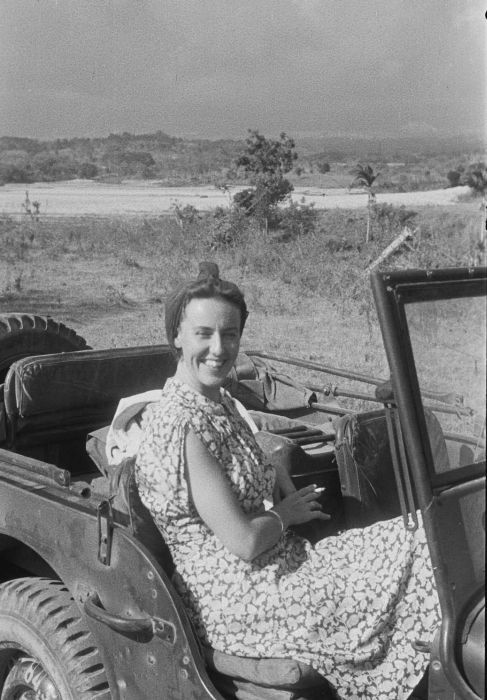
Sourire d'après-guerre sur une jeep, photo prise à Célèbes (Indonésie) en 1948. Les 600000 jeeps produites par les industries américaines sont restées sur les fronts de déploiement ; les articles du programme Lend-Lease stipulant un retour du matériel en conditions de marche ne furent pas respectés. Franklin Delano Roosevelt les avait introduits pour faire accepter le prêt de matériel à une opinion publique alors isolationniste.

Dans l’immédiat après-guerre, il est nécessaire de reconstruire les infrastructures détruites par la guerre, en particulier en Allemagne. Cette période voit aussi le développement de l'État-providence.

## Baby boom
Cette période s'étend de 1945 au milieu des années 1950 pour la plupart des pays nord-européens. Pour la France, il a continué jusqu'à la fin de l'année 1964. Pour l'Espagne, ce phénomène a commencé plus tard, en 1957, pour se finir en 1977.

## L'après-guerre en Allemagne
Bien qu'il y ait déjà eu des après-guerres marquants pour l'Allemagne (après la guerre de Trente Ans en 1648, après le congrès de Vienne en 1815, après la Première Guerre mondiale en 1918 et le traité de Versailles), le terme « après-guerre » (« Nachkrieg » en allemand et Nachkriegszeit pour la période de l'après-guerre) ne s'est laissé attribuer qu'à l'après-guerre de 1945.
Après la fin de la Seconde Guerre mondiale, une grande partie de l'Europe, dont l'Allemagne, n'était plus que ruines et décombres. Les Alliés ont donc instauré après la capitulation du Troisième Reich une politique de démocratisation, de démontage, de démilitarisation, de dénazification et de décentralisation.
Selon le point de vue d'une grande partie de la population allemande, après la défaite, cette politique était toutefois une politique de vainqueurs, car d'une certaine manière, le peuple allemand se libérait de manière générale de la politique de l'Allemagne nazie.

### L'après-guerre dans les quatre zones d'occupation
Sur ces cinq points, les quatre puissances qui occupaient l'Allemagne et l'Autriche (États-Unis, Royaume-Uni, Union soviétique et plus tard la France) étaient en accord : Démontage, Démilitarisation, Dénazification, Démocratisation et Décentralisation (appelés les cinq « D »). Ils ont toutefois poursuivi ces tâches en les orientant différemment, et ce avec une démarche différente.

#### Démontage industriel

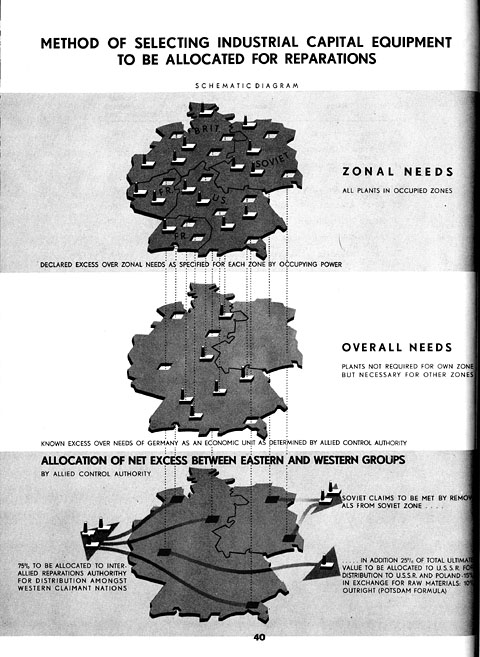
Plan du démontage industriel pour l'Allemagne (en anglais)

Le démontage a permis la démilitarisation et — avant tout dans la zone d'occupation soviétique (voir aussi Plan Morgenthau) — le remplacement de ce qui avait été détruit par les troupes allemandes et la guerre. Cela a été fait assez rapidement et cela a ouvert la voie à une politique proche du capital et de l'emploi salarial en Allemagne de l'Ouest.

#### Démilitarisation
L'Allemagne est privée d'armée alors qu'en 1918, elle avait eu droit à 100 000 hommes (sans matériel lourd toutefois).

#### Dénazification
Les Alliés décident d'épurer la fonction publique de l'Allemagne et d'en bannir les représentants nazis. Ainsi, ils s'attachent à supprimer tout symbole lié à l'idéologie du IIIe Reich pour en effacer l'influence jusque-là prépondérante en Europe. S'ensuivent les procès de Nuremberg de novembre 1945 à octobre 1946 où sont jugés les hauts dirigeants nazis pour crime contre la paix, crime de guerre et crime contre l'humanité.

#### Démocratisation
En mai et octobre 1946, il y eut les premières élections de maires et de présidents de Länder dans les zones anglaises et américaines.

#### Décentralisation
Les quatre puissances qui occupaient l'Allemagne ont rendu plus autonome le territoire. En plus, c'est à cette époque-là (les premiers en juillet 1945 par la RDA) que les Länder allemands ont été développés, ce qui aidait davantage à décentraliser le pouvoir de Berlin.

### Expulsion des populations germanophones à l'Est
Cette période a été marquée par les expulsions des anciens territoires auparavant allemands qui appartiennent désormais à la Pologne, aux pays baltes, à la Tchécoslovaquie et à l'Union soviétique depuis la capitulation (comme les anciennes villes de Königsberg, Breslau...).  12 millions d'Allemands occupant un territoire grand environ comme l'Allemagne actuelle durent alors quitter leurs terres, et ce mouvement de population s'est donc effectué de manière assez brutale. 

### Développement spectaculaire de l'Allemagne de l'Ouest
Une constitution démocratique en vue d’un nouvel État est créée par un conseil parlementaire le 23 mai 1949 (Grundgesetz). En août 1949, le Parlement est élu. Celui-ci élit le 15 septembre 1949 le premier chancelier fédéral, Konrad Adenauer.
Appelée Wirtschaftswunder, la croissance de l'Allemagne de l'Ouest fit que très rapidement ce pays devient la troisième économie mondiale.En effet, il faut rappeler que l'Allemagne est la plus grande économie nationale en Europe, le plus grand par le PIB nominal dans le monde, et rangé cinquième par le PIB (selon la parité du pouvoir d'achat).

### Développement de l'Allemagne de l'Est
Dans la zone d’occupation soviétique, la reconstruction se fait beaucoup plus lentement que dans les zones d’occupation de l’Ouest. L’Union soviétique n’aide pas à la reconstruction de l’Allemagne de l’Est, au contraire ; elle s'octroie des frais de réparation sous la forme de machines de production industrielle et d’autres choses importantes pour l’infrastructure comme les locomotives et les rails de chemins de fer. Pour cette raison, jusqu'en 1948, la situation ne s'améliore pas réellement. Une réforme de la monnaie a lieu en Allemagne de l’Est en 1948, sans résultats probants. Ainsi, le marché noir et le troc fleurissent en Allemagne de l’Est plus longtemps qu’en Allemagne de l’Ouest. La situation ne s'améliorant pas, un nombre important de personnes décident de s’installer en Allemagne de l’Ouest. Un mieux survient en 1949, mais pendant qu’en Allemagne de l’Ouest, les gens peuvent déjà faire leurs courses dans des magasins remplis, à l’Est, les tickets de rationnement sont encore distribués. Ce n’est qu’à partir des années 1950 qu’une lente croissance commence. Cependant, la population n’était toujours pas satisfaite. Le gouvernement au pouvoir ne s’en rendait pas compte et donc augmenta les normes de production beaucoup trop tôt. À partir de ce moment, c’en était trop pour la majorité de la population qui descendit dans les rues et protesta contre l’approvisionnement déficient. Si l’Armée rouge n’avait pas fortement réprimé cette résistance, l’existence de la RDA aurait été menacée. Une croissance économique significative n’eut lieu qu’à partir de 1961, la même année que la construction du mur de Berlin.

## Débuts de la guerre froide

### Doctrine Truman contre doctrine Jdanov
Harry S. Truman dénonce la mise en place des régimes communistes dans les pays occupés par l’armée rouge (doctrine Truman).
Il veut aider les peuples libres à résister à la menace communiste en Europe de l’Est. Cette aide prend la forme du soutien économique : Plan Marshall.
L’URSS réplique par la doctrine Jdanov qui annonce que son pays soutiendra tous les mouvements révolutionnaires luttant contre la volonté de domination américaine.

### Blocus de Berlin
Le blocus de Berlin est une tentative d'annexion de la partie Berlin ouest par l'URSS, Berlin ouest étant occupée à ce moment-là par les Américains, les Anglais et les Français. Il commença à partir de 1948 et dura environ un an (350 jours exactement). Durant cette période, les Allemands habitant à Berlin ouest se virent privés d'électricité et de vivres. Berlin étant située dans la RDA, toutes les voies de communication furent coupées.
En réponse à cette tentative d'annexion, le gouvernement des alliés mit en place un plan de ravitaillement aérien. Des vols en provenance de la RFA devaient alimenter les Berlinois de l'Ouest en eau, nourriture... Étant aussi privés d'électricité, les alliés purent ravitailler les Berlinois de l'Ouest en apportant un générateur qui les alimenta durant toute la durée du blocus.

## L'après-guerre au cinéma
- Allemagne année zéro (Deutschland Stunde null) de Roberto Rossellini sorti en 1947, tourné à Berlin dans les décombres de la ville.
- Le Mariage de Maria Braun de Rainer Werner Fassbinder, sorti en 1979.
- Abenteuer in Wien (de) d'Emil-Edwin Reinert contient des scènes tournées en 1951 dans les décombres de Vienne.

## Nouvelle donne en Asie

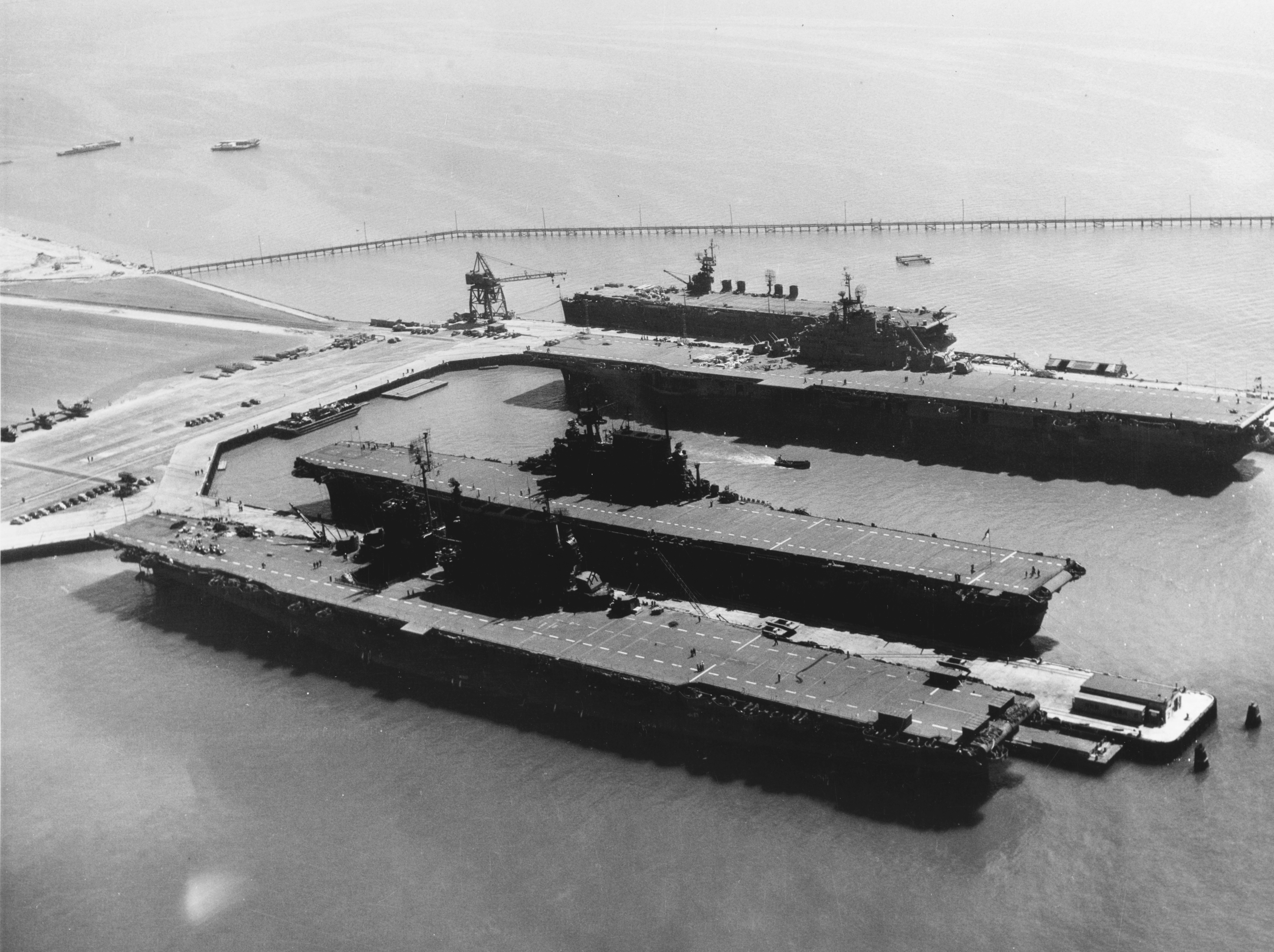
Ces quatre porte-avions de l'US Navy revenus en septembre 1945 au port d'attache d'Alameda en Californie représentent chacun une classe distincte : Lexington, Yorktown, Essex, Independence.